# Klaus Sauerbeck

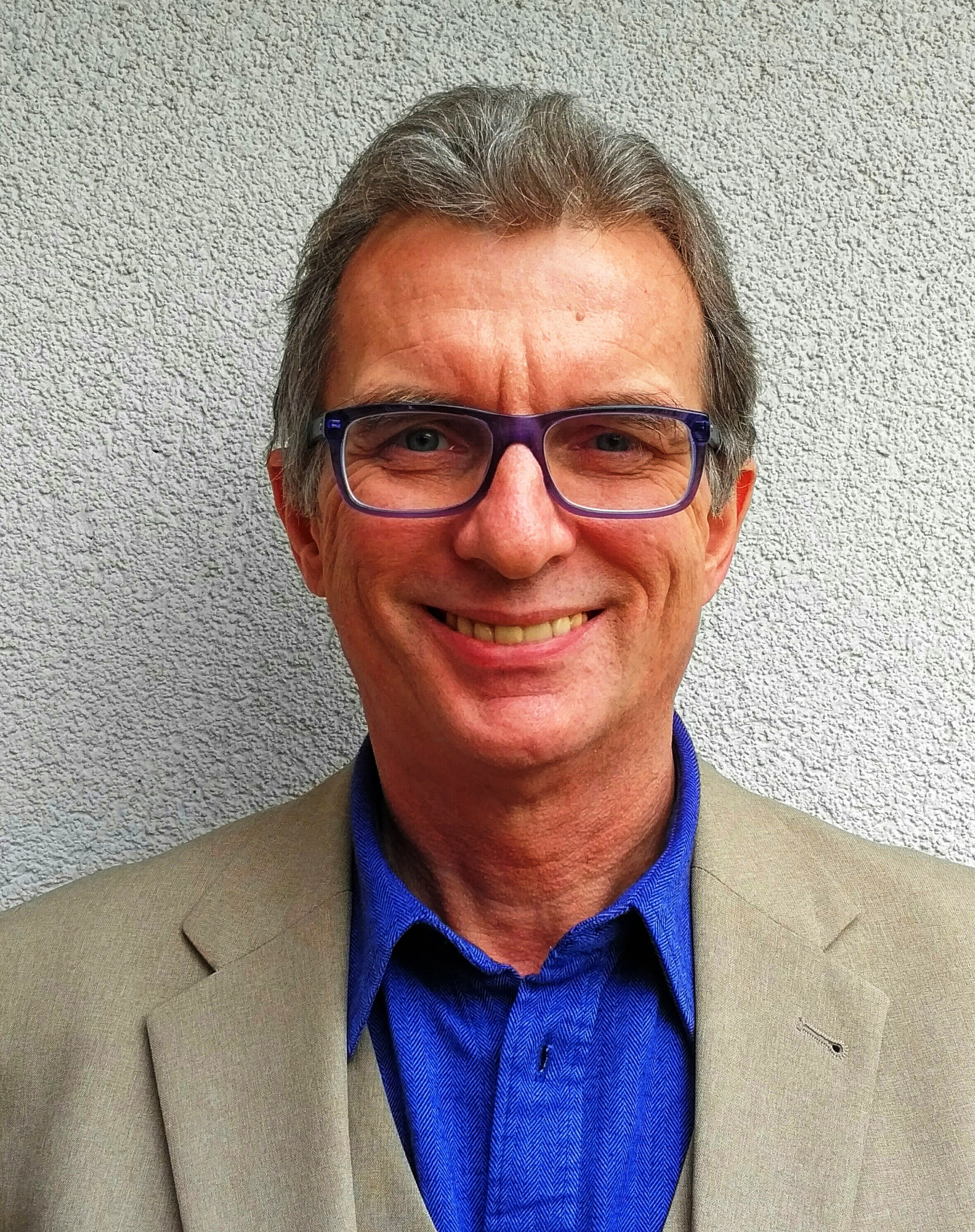
Klaus Sauerbeck (2016)

Klaus Sauerbeck (* 31. Oktober 1958) ist ein deutscher Lehrer und Autor.

## Werdegang
Sauerbeck wurde 1995 an der Universität Regensburg in Pädagogik und Psychologie zum Dr. phil. promoviert. Sauerbeck war als Rektor einer Mittelschule tätig. Als Autor widmet er sich der Aus- und Weiterbildung von Lehrern, der Erwachsenenbildung, der Kinder- und Mundartliteratur in Form von Lyrik und Prosa. Er verfasste außerdem eine dreibändige Reihe Die Geschichte eines Liedes sowie ein Kindermusical.
Sauerbeck lebt im bayerischen Burglengenfeld, ist verheiratet und Vater dreier Kinder.

## Veröffentlichungen (Auswahl)
- Die Berufsmotivation von Hauptschullehrern. Theoretische Grundlegung und empirische Untersuchung zur Berufsmotivation von Lehrkräften an Hauptschulen. Dissertation. Roderer Verlag, Regensburg 1996, ISBN 978-3-89073-876-5.
- Patschelchens Weihnachtsabenteuer. Laßleben, Kallmünz 2000, ISBN 978-3-7847-9116-6.
- Lust auf Schule. Mutmachbuch für Lehrer. Solz Verlag, Düren 1999, 2005, ISBN 978-3-89778-202-0.
- Max und Moritz für die Schule. Möglichkeiten der praktischen Behandlung im täglichen Unterricht, im Planspiel, im Projekt. Auer, Donauwörth 2002, ISBN 978-3-403-03524-4.
- Eine Bildung haben Sie vielleicht schon, aber einen Anstand haben Sie keinen. Lauter lustige Lehrergeschichten: Was passiert, wenn Lehrer lernen? Laßleben, Kallmünz 2003, ISBN 978-3784791173.
- Struwwelpeter für die Schule. Möglichkeiten der praktischen Behandlung im täglichen Unterricht, im Planspiel, im Projekt. Auer, Donauwörth 2004, ISBN 978-3-403-04149-8.
- Klaus Sauberbeck et al.: Auer Deutschbuch 5 bis 10. Ein kombiniertes Sprach- und Lesebuch. 6 Bände. Donauwörth 2004–2008.
- Klaus Sauerbeck et al.: Auer Deutschbuch 5 bis 10. Lehrerhandbücher. 6 Bände. Auer, Donauwörth 2004–2008.
- Der erzählende Adventskalender. 24 weihnachtliche Geschichten mit dem Englein Patschelchen. Care-Line, Neuried 2006, ISBN 978-3-86708-009-5.
- Stille Nacht, heilige Nacht. Die Geschichte eines Liedes. SCM Hänsler, Holzgerlingen 2017, ISBN 978-3-7751-5801-5.
- Der Mond ist aufgegangen. Die Geschichte eines Liedes. Hänsler, Holzgerlingen 2009, ISBN 978-3-7751-5091-0.
- Elf Freunde bleiben am Ball. Fußballgeschichten mit einem Vorwort von Uli Hoeneß. SCM R. Brockhaus, Witten 2009, ISBN 978-3-417-26133-2.
- Lesen, schreiben, beten. Das Schülergebetbuch. St. Benno, Leipzig 2016, ISBN 978-3-7462-4615-4.
- lautlos lärmen gedanken. gedichte. BOD, Norderstedt 2017, ISBN 978-3-7431-9198-3.
- Patschelches Weihnachtsabenteuer. Kindermusical, Text: Klaus Sauerbeck; Musik: Niels Fölster. Cantus-Musikverlag, Berlin 2021,[2]